# Cynodonichthys boehlkei
Cynodonichthys boehlkei es un pez de agua dulce la familia de los rivulines en el orden de los ciprinodontiformes.

## Morfología
De cuerpo alargado, los machos pueden alcanzar los 4,5 cm de longitud máxima.

## Distribución geográfica
Se encuentran en ríos de Sudamérica, endémico de la cuenca fluvial del río Magdalena en Colombia.

## Hábitat
Viven en pequeños cursos de agua de clima tropical, de comportamiento bentopelágico y no migrador.
Es cuestionable si se trata o no de un pez estacional.